# Técnica y civilización
Técnica y civilización (Technics and Civilization) es un libro del sociólogo estadounidense Lewis Mumford publicado en 1934. Constituye uno de los mayores esfuerzos intelectuales por secuenciar y analizar los estadios evolutivos de la técnica, la máquina y su máxima manifestación en la Revolución industrial.
Mumford comenzó a escribir este libro en 1930 y lo concluyó en 1932. 
Para el autor los desarrollos técnicos -que cobran su mayor fuerza durante la revolución industrial- ya comenzaban a prepararse por lo menos hace 1000 años atrás (fase eotécnica). El desarrollo técnico no solo consiguió grandes transformaciones materiales en el mundo, sino sobre todo, transformó la mentalidad del ser humano y modificó la cultura para que se orientara hacia la lógica de las máquinas. 
La obra completa se compone así:
- Capítulo I - Preparación cultural
- Capítulo II - Agentes de la mecanización
- Capítulo III - La fase eotécnica
- Capítulo IV - La fase paleotécnica
- Capítulo V - La fase neotécnica
- Capítulo VI- Ventajas e inconvenientes
- Capítulo VII - Asimilación de la maquinaria
- Capítulo VIII - Orientación

## Ediciones en español
- Mumford, L.: Técnica y civilización. Madrid: Alianza, 1998. ISBN 84-206-7917-8
- Mumford, L.: Técnica y civilización. Logroño: Pepitas de calabaza, 2020. ISBN 978-84-17386-08-5